# Tenchi Muyo!
 (juillet 2019).
Si vous disposez d'ouvrages ou d'articles de référence ou si vous connaissez des sites web de qualité traitant du thème abordé ici, merci de compléter l'article en donnant les références utiles à sa vérifiabilité et en les liant à la section « Notes et références ».
Tenchi Muyō ! (天地無用!) est un ensemble d'anime et de mangas.

## Anime

### Par chronologie
Il existe différentes adaptations à la suite du succès de la 1re série d'OAV.
Tableau récapitulatif de toutes les adaptations :
| Année     | Nom | Nom US                              | Type     | Nbre | Disponibilité |
| --------- | --- | ----------------------------------- | -------- | ---- | ------------- |
| 1992/1993 | Tenchi Muyô ! Ryô-ôhki 1 天地無用! 魎皇鬼 第1期 | Tenchi Muyô ! Ryô-ôhki! 1           | OAV      | 6    | Kaze          |
| 1993      | Tenchi Muyô ! Ryô-ôhki Special Extra 天地無用! 魎皇鬼スペシャル 番外編                                                                                     | Tenchi Muyô ! Ryô-ôhki! 1 - Special | OAV      | 1    | Kaze          |
| 1994/1995 | Tenchi Muyô ! Ryô-ôhki 2 天地無用! 魎皇鬼 第2期 | Tenchi Muyô ! Ryô-ôhki! 2           | OAV      | 7    | Kaze          |
| 1994      | Tenchi Muyô ! Extra : Uchû keiji Mihoshi ginga daibôken 天地無用！番外編 宇宙刑事美星銀河大冒険 Les aventures spatiales de la policière galactique Mihoshi | Tenchi Muyô ! Mihoshi Special       | OAV      | 1    | Kaze          |
| 1995      | Tenchi Muyô ! 天地無用！ | Tenchi Universe                     | Série TV | 26   |               |
| 1996      | Tenchi Muyô ! in LOVE 天地無用! in LOVE | Tenchi Muyô ! in Love               | Film     | 1    |               |
| 1997      | Shin Tenchi Muyô ! 新・天地無用! (Shin = nouveau) | Tenchi in Tokyo                     | Série TV | 26   |               |
| 1997      | Tenchi Muyô ! Matnasu no eve 天地無用! 真夏のイヴ Tenchi Muyô ! Le réveillon en été                                                                        | Tenchi Muyô ! Daughter of Darkness  | Film     | 1    |               |
| 1999      | Tenchi Muyô ! in Love 2 Haruka naru omoi 天地無用! in LOVE 2 遙かなる想い Tenchi Muyô ! in Love 2, souvenirs lointain                                      | Tenchi Forever !                    | Film     | 1    | Dybex         |
| 2002      | Tenchi Muyô ! GXP 天地無用! GXP (GXP = Galaxy Police Transporter)                                                                                          | Tenchi Muyô ! GXP                   | Série TV | 26   |               |
| 2003/2005 | Tenchi Muyô ! Ryô-ôhki 3 天地無用! 魎皇鬼 第3期 | Tenchi Muyô ! Ryô-ôhki 3            | OAV      | 7    |               |
| 2014      | Ai Tenchi Muyō! 愛・天地無用! | Ai Tenchi Muyo!                     | Série TV | 60   |               |

### Par histoire
Selon les adaptations, l'histoire varie, voici les regroupements par "séries".
| Année     | Nom                                                     | Nom US                              | Type | Nbre | Disponibilité |
| --------- | ------------------------------------------------------- | ----------------------------------- | ---- | ---- | ------------- |
| 1992/1993 | Tenchi Muyô ! Ryô-ôhki 1                                | Tenchi Muyô ! Ryô-ôhki! 1           | OAV  | 6    | Kazé          |
| 1993      | Tenchi Muyô ! Ryô-ôhki Special Extra                    | Tenchi Muyô ! Ryô-ôhki! 1 - Special | OAV  | 1    | Kazé          |
| 1994/1995 | Tenchi Muyô ! Ryô-ôhki 2                                | Tenchi Muyô ! Ryô-ôhki! 2           | OAV  | 7    | Kazé          |
| 1994      | Tenchi Muyô ! Extra : Uchû keiji Mihoshi ginga daibôken | Tenchi Muyô ! Mihoshi Special       | OAV  | 1    | Kazé          |
| 2003/2005 | Tenchi Muyô ! Ryô-ôhki 3                                | Tenchi Muyô ! Ryô-ôhki 3            | OAV  | 7    |               |

| Année | Nom                                      | Nom US                | Type     | Nbre | Disponibilité |
| ----- | ---------------------------------------- | --------------------- | -------- | ---- | ------------- |
| 1995  | Tenchi Muyô !                            | Tenchi Universe       | Série TV | 26   |               |
| 1996  | Tenchi Muyô ! in LOVE                    | Tenchi Muyô ! in Love | Film     | 1    |               |
| 1999  | Tenchi Muyô ! in Love 2 Haruka naru omoi | Tenchi Forever !      | Film     | 1    | Dybex         |

| Année | Nom                | Nom US          | Type     | Nbre |
| ----- | ------------------ | --------------- | -------- | ---- |
| 1997  | Shin Tenchi Muyô ! | Tenchi in Tokyo | Série TV | 26   |

| Année | Nom                          | Nom US                             | Type | Nbre |
| ----- | ---------------------------- | ---------------------------------- | ---- | ---- |
| 1997  | Tenchi Muyô ! Matnasu no eve | Tenchi Muyô ! Daughter of Darkness | Film | 1    |

| Année | Nom               | Nom US            | Type     | Nbre |
| ----- | ----------------- | ----------------- | -------- | ---- |
| 2002  | Tenchi Muyô ! GXP | Tenchi Muyô ! GXP | Série TV | 26   |

| Année | Nom             | Nom US          | Type     | Nbre |
| ----- | --------------- | --------------- | -------- | ---- |
| 2014  | Ai Tenchi Muyō! | Ai Tenchi Muyo! | Série TV | 60   |

#### Spin-Off
| Année     | Nom                           | Nom US                      | Type | Nbre | Disponibilité |
| --------- | ----------------------------- | --------------------------- | ---- | ---- | ------------- |
| 2009/2010 | Isekai no seikishi monogatari | Tenchi Muyo! War on Geminar | OAV  | 13   |               |

## Manga
Des adaptations en manga voient aussi le jour, par Hitoshi Okuda.
| Année     | Nom                         | Nbre | Disponibilité |
| --------- | --------------------------- | ---- | ------------- |
| 1994/2000 | Tenchi Muyô ! Ryô-ôhki      | 12   | Pika Édition  |
| 2000/2005 | Shin Tenchi Muyô ! Ryô-ôhki | 10   |               |

## Histoire de l'OAV d'origine
Le prince héritier Yosho doit quitter la planète Juraï pour combattre le démon Ryoko, et donc, délaisse sa demi-sœur et future épouse Aéka.
Quelques années plus tard, Aéka part à la recherche de son demi-frère en compagnie de sa petite sœur Sasami.
Arrivée sur Terre dans la région d'Okayama au Japon, elle tombe sur un jeune homme nommé Tenchi. Ce dernier avait libéré le démon Ryoko que son grand-père avait enfermé. Finalement réconcilié avec Ryoko le groupe va au-devant de grandes aventures, Aéka est stupéfaite d'apprendre que Tenchi est le petit-fils de Yosho.
Les héros vont découvrir Washu, la mère du démon Ryoko, et qui est le plus grand génie de l'univers. Kuramitsu Mihoshi, policier galactique catastrophique, apporte une dose d'humour à l'histoire.

## Personnages
Tenchi Masaki
Ryoko Hakubi
Ayeka Masaki
Sasami Masaki Jurai
Mihoshi Kuramitsu
Washu Hakubi
Ryo-ohki
Noike Kamiki Jurai
Nobuyuki Masaki
Kiyone Makibi
Yosho Masaki